# David W. Moore
David William Moore (* 27. Dezember 1968 in Plymouth, Iowa) ist ein US-amerikanischer Musikpädagoge und Komponist.
Moore spielte in der Band der North Central High School in Manly unter der Leitung von Russ Phillipps Euphonium. Bis 1992 studierte er Musikerziehung an der Drake University. Anschließend unterrichtete er Instrumentalmusik in LeMars, ab 1999 an den Homer Community Schools in Homer, Nebraska. Daneben komponierte er zahlreiche Werke, darunter auch Auftragswerke für verschiedene Anlässe und Werke für Schulbands, mit denen er deren Aufführung erarbeitete.

## Werke
- The Monument March
- Missouri River Festival
- Five carols for treble instrument and keyboard

## Quelle
- Alliance Publications - M - Moore, David W.

| Personendaten    | Personendaten                                 |
| ---------------- | --------------------------------------------- |
| NAME             | Moore, David W.                               |
| ALTERNATIVNAMEN  | Moore, David William                          |
| KURZBESCHREIBUNG | US-amerikanischer Musikpädagoge und Komponist |
| GEBURTSDATUM     | 27. Dezember 1968                             |
| GEBURTSORT       | Plymouth, Iowa                                |